# جيرهارد ميشالسكي
جيرهارد ميشالسكي هو طيار ألماني، ولد في 25 يونيو 1917 في Augsdorf ‏ في ألمانيا، وتوفي في 22 فبراير 1946 في كالتنكيرشن في ألمانيا بسبب حادث مرور.